# Mayra Gómez Kemp
Mayra Gómez Kemp (L'Avana, 14 febbraio 1948 – Madrid, 13 ottobre 2024) è stata una conduttrice televisiva cubana naturalizzata spagnola.
Fu la prima donna in assoluto a condurre un telequiz (Un, dos, tres, nel 1976).

## Biografia
Nacque a L'Avana, figlia secondogenita degli attori Velia Martínez e Ramiro Gómez Kemp. Alla fine degli anni 60 si trasferì a Porto Rico, successivamente si spostò in Venezuela, poi negli USA (precisamente a Miami) e infine in Spagna.
Nel 1976 fu assunta dalla Televisión Española per presentare diversi programmi, il primo dei quali fu 625 Lineas. Condusse poi vari telequiz, tra cui la versione spagnola della Ruota della fortuna, dal 1989 al 1991. Durante la sua carriera vinse il TP de Oro.
Nell'ottobre 2009 le fu diagnosticato un cancro alla lingua, per il quale venne operata. Per diverso tempo ebbe difficoltà a parlare. Nel febbraio 2012 scoprì di avere un tumore alla gola. Fu nuovamente sottoposta a intervento chirurgico e pochi mesi dopo dichiarò di essere ottimista al riguardo.
Mayra Gómez Kemp morì per problemi causati da una caduta a Madrid, in Spagna, il 13 ottobre 2024, all'età di 76 anni.